# Anton Wiedemann (Politiker, 1892)
Anton Wiedemann (* 17. Mai 1892 in Bad Tölz; † 2. November 1966 ebenda) war ein deutscher Politiker (BVP).

## Leben und Wirken
Nach dem Besuch der Volks- und der Landwirtschaftsschule erlernte Wiedemann das Seifensiederhandwerk. Danach arbeitete er mehrere Jahre in Deutschland und im Ausland. 1923 wurde Wiedemann Inhaber der Seifenfabrik Michael Wiedemann in Bad Tölz.
Während des Ersten Weltkrieges, in dem Wiedemann mit dem 18. Bayerischen Reserve-Infanterie-Regiment kämpfte, wurde Wiedemann schwer verletzt. 
Nach dem Krieg begann Wiedemann sich in der Bayerischen Volkspartei zu engagieren. 1919 wurde er Mitglied des Stadtrates von Bad Tölz und 1926 Bürgermeister der Stadt. Ferner war er Vorsitzender der Allgemeinen Ortskrankenkasse in Tölz und Mitglied der Handwerkskammer von Oberbayern.
Von März bis November 1933 gehörte Wiedemann dem Reichstag als Abgeordneter der BVP für den Wahlkreis 24 (Oberbayern-Schwaben) an. Während seiner Abgeordnetenzeit stimmte Wiedemann unter anderem für das von der Regierung Hitler eingebrachte Ermächtigungsgesetz vom 24. März 1933, das die juristische Grundlage für die Errichtung der NS-Diktatur bildete.
Nach dem Zweiten Weltkrieg betätigte Wiedemann sich in der Christlich Sozialen Union (CSU), für die er Geschäftsführeraufgaben in der Gemeinde Bad Tölz wahrnahm.

## Schriften
- Bewegte Jahre im Landkreis Tölz 1939–1946, ohne Jahr und Ort (ungedrucktes Manuskript)[2]